# Touch the Sky (Carole King)
Touch the Sky è un album in studio della cantautrice statunitense Carole King, pubblicato nel 1979.

## Tracce
1. Time Gone By – 4:13
2. Move Lightly – 4:58
3. Dreamlike I Wander – 3:50
4. Walk With Me – 2:52
5. Good Mountain People – 3:23
6. You Still Want Her – 4:39
7. Passing of the Days – 2:48
8. Crazy – 4:00
9. Eagle – 4:35
10. Seeing Red – 3:50